# 比古地朔弥
比古地 朔弥（ひこち さくや、1966年 - ）は、日本の漫画家。埼玉県秩父市出身、日本大学芸術学部美術学科卒。
1996年、「COMIC BINGO」（文藝春秋）にてデビュー。男女の性を主題としたインモラルなストーリーを描くことが多い。「なつかしいタッチ」と人によく言われるという絵柄は、特に松本零士の影響を強く受けている。小中学生の頃はメーテル（『銀河鉄道999』のヒロイン）の似顔絵をよく描いていたという。
代表作である『けだもののように』は、雑誌の編集のアルバイトをしていたとき、中年男性と10代の少女が結婚したという記事をみて思いついたもの。「渋蔵」名義で同人活動も行っており、『けだもののように』完結篇は同人誌の形で発表された。
有志による漫画業界活性化団体・漫画元気発動計画にも参加。同団体による音声＋エフェクトつきとなる進化形電子書籍Domixから『アシュリ』を発表。 ネットラジオ「漫画元気発動計画」にも出演。
ペンネームの「朔弥」は『古事記』の木花開耶媛（）から。

## 作品リスト
- 神様ゆるして
- まひるの海
- けだもののように
- ラブ・クラシック―和風ロマンス集
- ライジングガール！～人見絹枝物語～
- からみ合う糸
- 人間失格（原作:太宰治、2010年、学研パブリッシング）
- アシュリ（漫画元気発動計画・電子書籍Domix 2013年）